# Gin Tonic

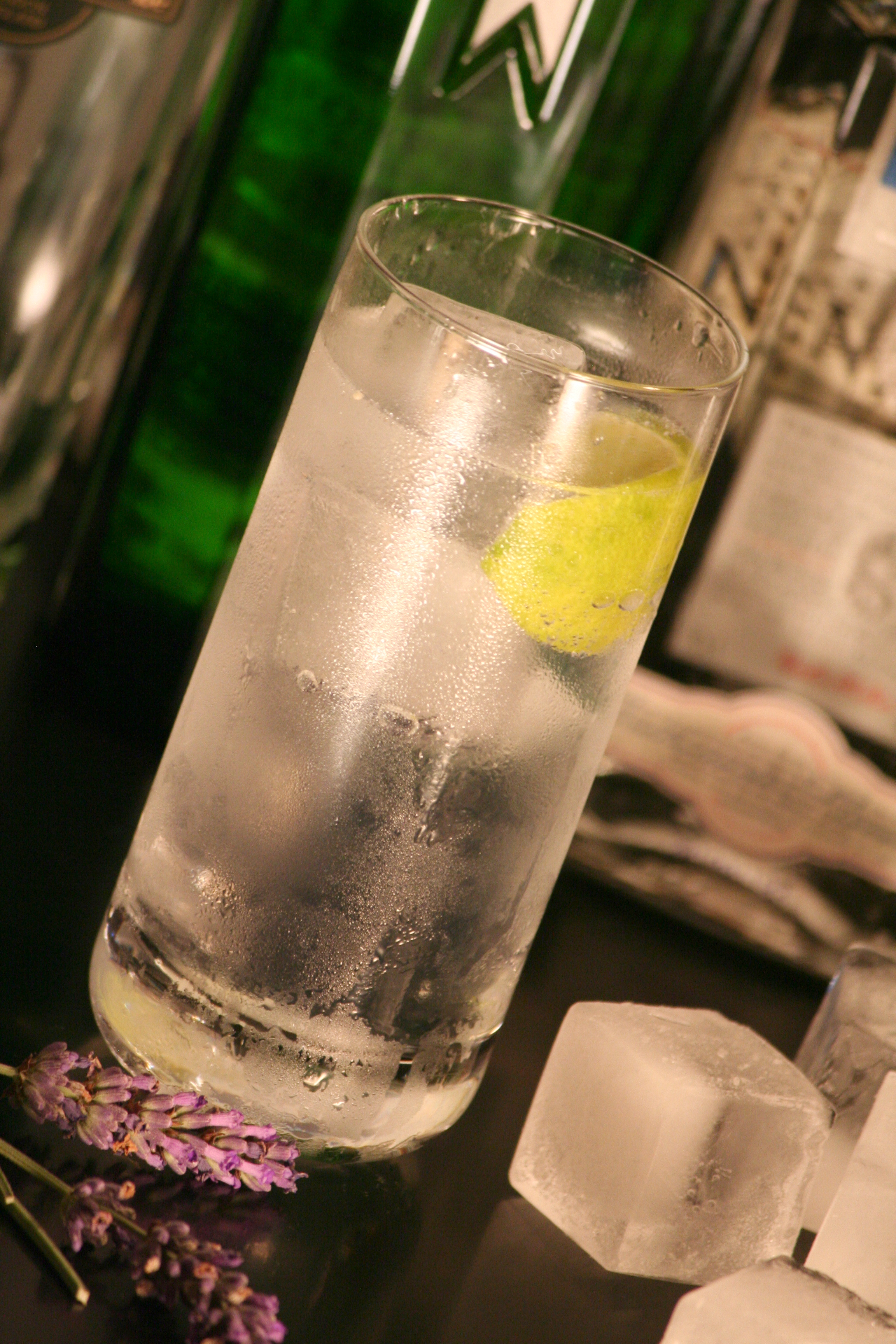
Gin Tonic

Gin Tonic (engl. gin and tonic, kurz G & T) ist ein klassischer Longdrink aus Gin und Tonic Water. Das Mischverhältnis variiert je nach Geschmack von 1:1 bis 1:3 oder höher.
Wie die meisten Highballs, in der Regel aus lediglich einer Spirituose und einem kohlensäurehaltigen Filler bestehende Mixgetränke, wird Gin Tonic direkt im Glas zubereitet (englisch built in glass), indem man die Zutaten über Eiswürfel gießt und vorsichtig umrührt. Garniert wird mit einem in den Drink gegebenen kleineren, geschnittenen Stück (Schnitz) oder einer dünnen, daumengroßen Schale (Zeste) einer Limette oder Zitrone, seltener mit einer Gurkenscheibe (meist bei Hendrick’s Gin).
Der Gin Tonic stammt geschichtlich wohl aus dem Britischen Weltreich, als in Indien zum Schutz vor Malaria das chininhaltige, damals sehr bittere Indian Tonic Water getrunken wurde, welches zugefügter Gin geschmacklich verbesserte.
Unter ultraviolettem Licht („Schwarzlicht“) fluoresziert Gin Tonic wegen des Chiningehalts im Tonic Water leicht bläulich.

## Trivia
Gin Tonic galt als der Lieblingsdrink von Elizabeth Bowes-Lyon (1900–2002).